# Michael Grimm (homme politique)
Michael Gerard Grimm est un homme politique américain, né le 7 février 1970 à New York. Membre du Parti républicain, il est élu de l'État de New York à la Chambre des représentants des États-Unis de 2011 à 2015.

## Biographie

### Jeunesse et carrière professionnelle
Originaire de New York, Michael Grimm sert dans le Corps des Marines des États-Unis à la fin des années 1980, avant de devenir réserviste. Diplômé d'un Bachelor of Business Administration du Baruch College en 1994, puis d'un Juris Doctor de la New York Law School en 2002, Grimm travaille de 1997 à 2006 pour le FBI.

### Carrière politique
Candidat à la Chambre des représentants des États-Unis lors des élections de 2010, il est élu de justesse face au démocrate sortant Michael McMahon (en). Dans une circonscription qui comprend essentiellement Staten Island, il profite de la faible participation et de la vague nationale du Tea Party. Il est réélu en 2012, devançant de près de 9 points son concurrent démocrate Mark Murphy.
En avril 2014, il est inculpé pour divers délits liés à son activité de propriétaire d'un restaurant (évasion fiscale, fraude, emploi de clandestins, etc.). Malgré son inculpation et la victoire de Barack Obama dans son district en 2012, Grimm est facilement réélu en novembre 2014 face au démocrate Domenic Recchia, rassemblant près de 55 % des voix. En décembre, il plaide coupable de fraude fiscale et annonce qu'il démissionne de son mandat de représentant, avec effet au 5 janvier 2015,. L'année suivante, il est condamné et passe huit mois de prison pour avoir dissimulé un million de dollars de revenus de Healthalicious.
Le 1er octobre 2017, il annonce sa candidature à la Chambre des représentants, face à son successeur dans le 11e district, le républicain Dan Donovan. Grimm critique ce dernier pour son manque de soutien à Donald Trump sur la suppression de l'Obamacare et la réforme fiscale. Le président Trump soutient cependant Donovan, qui ne manque pas de le rappeler aux électeurs. Grimm est finalement largment battu par Donovan, qui remporte 64 % des suffrages durant la primaire républicaine.